# Avesnes-en-Saosnois
Avesnes-en-Saosnois là một xã thuộc tỉnh Sarthe trong vùng Pays-de-la-Loire tây bắc nước Pháp. Xã này nằm ở khu vực có độ cao từ 63-111 mét trên mực nước biển.